# 特斯塔馬鄉

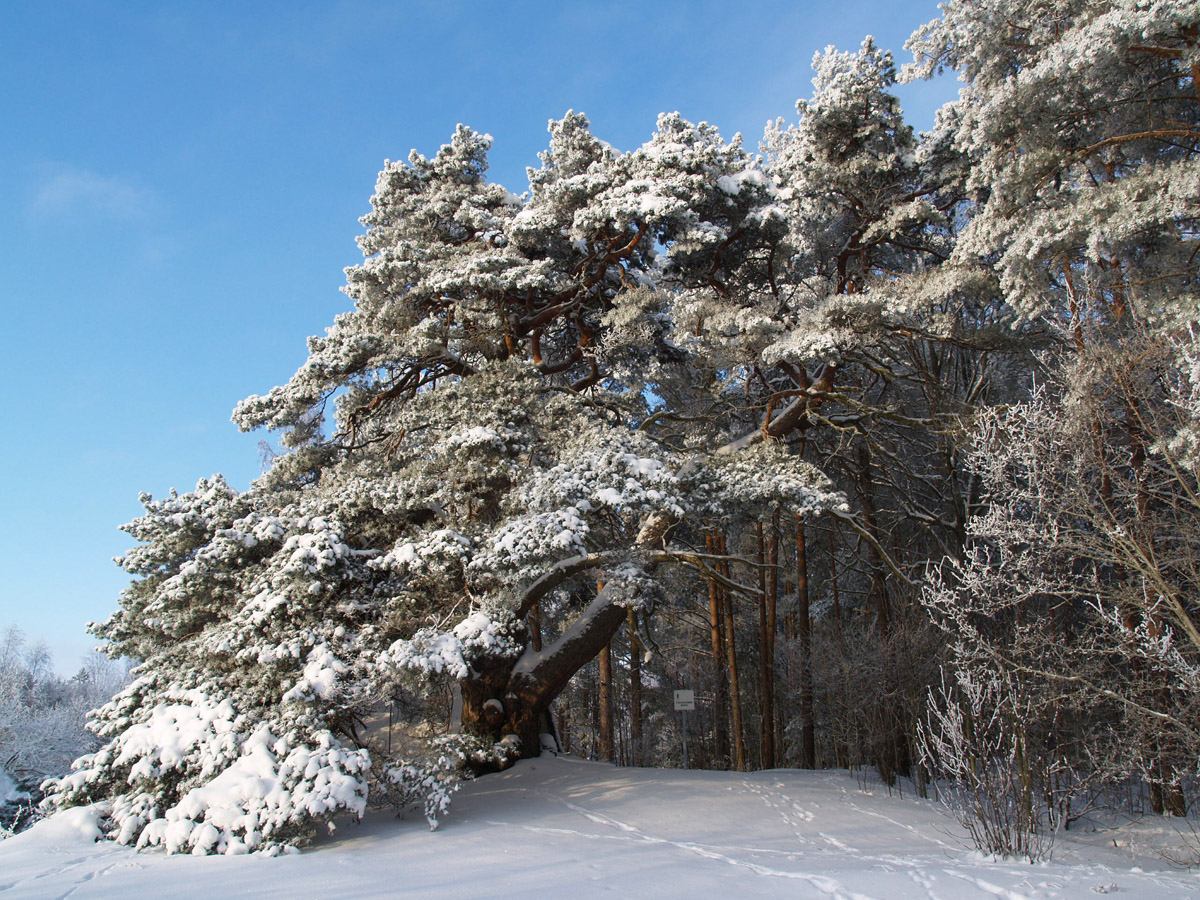

58°19′59″N 23°59′56″E / 58.333°N 23.999°E
特斯塔馬鄉，曾是愛沙尼亞派爾努縣的一個鄉村型市镇，位於該國西南部，行政中心設於特斯塔馬，面積261平方公里，2006年人口1,572，人口密度每平方公里6人。
2017年爱沙尼亚行政改革后，原特斯塔馬市镇与奧德魯市镇、派库塞市镇及派尔努市合并为新的派尔努市镇。